# Gynacantha bifida
Gynacantha bifida – gatunek ważki z rodziny żagnicowatych (Aeshnidae). Występuje na terenie Ameryki Południowej.